# Trenal
Trenal ist eine französische Gemeinde mit 471 Einwohnern (Stand 1. Januar 2022) im Département Jura in der Region Bourgogne-Franche-Comté. Sie gehört zum Arrondissement Lons-le-Saunier und zum Kanton Lons-le-Saunier-2.
Sie entstand mit Wirkung vom 1. Januar 2017 als Commune nouvelle durch Zusammenlegung der bis dahin selbstständigen Gemeinden Mallerey und Trenal, die fortan den Status von Communes déléguées besitzen. Der Verwaltungssitz befindet sich in Trenal.

## Gliederung
| Ortsteil                   | ehemaliger INSEE-Code | Fläche (km²) | Höhenlage (m) | Einwohnerzahl (2019) | Dichte (Einw. je km²) | Kantonszugehörigkeit |
| -------------------------- | --------------------- | ------------ | ------------- | -------------------- | --------------------- | -------------------- |
| Mallerey                   | 39309                 | 2,90         | 196–228       | 072                  | 24,8                  | Saint-Amour          |
| Trenal (Verwaltungssitz)00 | 39537                 | 6,64         | 198–260       | 384                  | 57,8                  | Lons-le-Saunier-2    |

## Geographie
Der Hauptort Trenal liegt etwa 8 km Luftlinie südöstlich von Lons-le-Saunier, die ehemals selbständige Gemeinde Mallerey liegt etwa 23 km Luftlinie nordnordöstlich von Kantonssitz Saint-Amour.
Die Nachbargemeinden von Trenal sind Courlaoux im Norden, Frébuans im Nordosten, Gevingey im Osten, Cesancey im Südosten, Val-Sonnette im Süden und Südwesten und Condamine im Nordwesten.
Am 1. Januar 2017 wurde die Gemeinde Mallerey nach Trenal eingemeindet.

## Bevölkerungsentwicklung
| Gemeinde                  | Einwohnerzahlen (Census) |      |      |      |      |      |      |      |      |      |      |
| Gemeinde                  | 1962                     | 1968 | 1975 | 1982 | 1990 | 1999 | 2006 | 2008 | 2011 | 2013 | 2016 |
| ------------------------- | ------------------------ | ---- | ---- | ---- | ---- | ---- | ---- | ---- | ---- | ---- | ---- |
| Mallerey00                | 67                       | 63   | 55   | 45   | 65   | 59   | 65   | 64   | 62   | 65   | 72   |
| Trenal                    | 285                      | 285  | 271  | 263  | 325  | 351  | 358  | 362  | 372  | 371  | 389  |
| Trenal                    | 352                      | 348  | 326  | 308  | 390  | 410  | 423  | 426  | 434  | 436  | 461  |
| Quelle: Cassini und INSEE |                          |      |      |      |      |      |      |      |      |      |      |

Die (Gesamt-)Einwohnerzahlen der Gemeinde Trenal wurden durch Addition der bis Ende 2016 selbständigen Gemeinde Mallerey ermittelt.

## Wirtschaft
Trenalhat einen Anteil am Weinbaugebiet Côtes du Jura.